# Armillaria luteobubalina
Armillaria luteobubalina, comúnmente conocido como el hongo de la miel de Australia, es una especie de hongo de la familia Physalacriaceae. Ampliamente distribuido en el sur de Australia, es el hongo responsable de la enfermedad conocida como «pudrición de la raíz por armillaria», causa principal de muerte de los eucaliptos y de la acronecrosis. Es la más patógena y generalizada de las seis especies de Armillaria que se encuentran en Australia. El hongo también ha sido recogido en la Argentina y Chile.
El cuerpo fructífero o basidiocarpo tiene color tostado crema, copas que crecen hasta 10 cm de diámetro y estipes que miden hasta 20 cm de largo por 15 mm de grosor. Los basidiocarpos, que aparecen en la base de los árboles infectados y otras plantas leñosas en otoño (marzo-abril), son comestibles, pero requieren de cocción para eliminar el sabor amargo. El hongo se dispersa a través de esporas, producidas en las láminas de la parte inferior de las copas, y también por crecimiento vegetativo en las raíces de los árboles hospedantes. Un sistema de aireación que permite que se difunda de manera eficiente el oxígeno a través de micelios rizomorfos (estructuras similares a raíces formadas por cordones de hifas) facilita su capacidad de propagación vegetativa.
Armillaria luteobubalina fue descrita por primera vez en 1978, después de ser descubierta años antes creciendo en una plantación de eucaliptos en el sureste de Australia. Se diferencia de otras especies australianas conocidas de Armillaria por su agresiva patogenicidad. Pueden pasar años sin que los árboles infectados empiecen a mostrar signos de enfermedad, lo que lleva a una subestimación del nivel de expansión de la enfermedad. Los estudios muestran que la propagación de la enfermedad en los bosques de eucaliptos está asociada con el abandono de tocones infectados después del desmonte (o eliminación de la vegetación nativa) de tierras en Australia para usos agrícolas y urbanos. Aunque se han propuesto varios métodos para controlar la propagación de la enfermedad, estos son en su mayoría económica o medioambientalmente inviables. Análisis filogenéticos han determinado que A. luteobubalina está estrechamente relacionado con Armillaria montagnei y que ambas especies, a su vez, están estrechamente relacionadas con la especie brasileña Armillaria paulensis. La distribución de A. luteobubalina sugiere que es una especie antigua que se originó antes de la separación del supercontinente precursor Gondwana.

## Historia y filogenia
Armillaria luteobubalina fue descrito por primera vez en 1978 por los micólogos Roy Watling y Glen Kile, que estudiaron sus efectos en las plantaciones de Eucalyptus regnans cerca de Traralgon, en Victoria, Australia. La plantación, establecida en 1963, consistía en gran parte en árboles con una altura media de unos 25 metros. Un grupo de árboles muertos y moribundos descubiertos en 1973 sugirió un ataque virulento por un patógeno primario, es decir, que infecta a un anfitrión favoreciendo una posible invasión por otros patógenos secundarios. Esta conclusión era incompatible con el comportamiento de las especies patógenas de Armillaria conocidas en ese momento en Australia A. mellea y A. elegans. Un estudio más extenso en años posteriores mostró que el hongo se expandía a través del crecimiento de micelios subterráneos en las raíces de los árboles, extendiéndose a partir del tocón infectado inicial con un promedio de 2,5 metros al año. La mayoría de los registros australianos de infecciones de armillaria referidas a A. mellea indican la presencia de rizomorfos negros. Durante más de cien años, se pensó que A. mellea era una especie pleiomorfa (que presenta formas distintas) con una amplia distribución y rango de huéspedes y una patogenicidad variable, que dio lugar a una gran confusión entre taxónomos y patólogos de plantas por igual. En 1973, Veikko Hintikka informó sobre una técnica para distinguir entre especies de Armillaria haciéndolas crecer conjuntamente como una única espora aisladas en placas de Petri y observando los cambios en la morfología de los cultivos. Usando técnicas similares, otros micólogos determinaron finalmente que el complejo de especies Armillaria mellea de Europa y América del Norte se componía de cinco y diez especies biológicas distintas, respectivamente.
Watling y Kile compararon las características macroscópicas y microscópicas del patógeno Armillaria con A. polymyces (ahora conocido como A. ostoyae), A. mellea, A. limonea y A. novae-zelandiae, y encontraron diferencias suficientes entre ellos como para justificar la designación de la especie como nueva. Su epíteto específico se deriva del latín «lutea» («amarillo»), y se eligió para resaltar una importante característica distintiva: el fuerte color amarillo de la copa y la falta de color rojizo o tonos marrones en el estipe, típico de otro integrante de Armillaria.
Un estudio filogenético de las especies Armillaria de América del Sur concluyó que A. luteobubalina está en el mismo linaje que A. montagnei, y este linaje es hermano de un linaje que contiene a A. paulensis, una especie conocida de un solo espécimen recogido en São Paulo, Brasil. A pesar de que son muy similares, los ejemplares de A. luteobubalina tienen esporas más pequeñas que las muestras argentinas de A. montagnei, y su distinción está bien respaldada por el análisis filogenético. Basándose en el análisis de enzimas pécticas, A. luteobubalina está estrechamente relacionado con A. limonea, una especie que se encuentra en Nueva Zelanda. Este resultado corrobora los análisis filogenéticos reportados en 2003 y 2006. El análisis molecular de 27 muestras de A. luteobubalina del suroeste de Australia Occidental y una de Traralgon (Victoria, Australia) reveló cuatro grupos polimórficos distintos. Esta variación genética sugiere que es nativa de Australia.

## Descripción

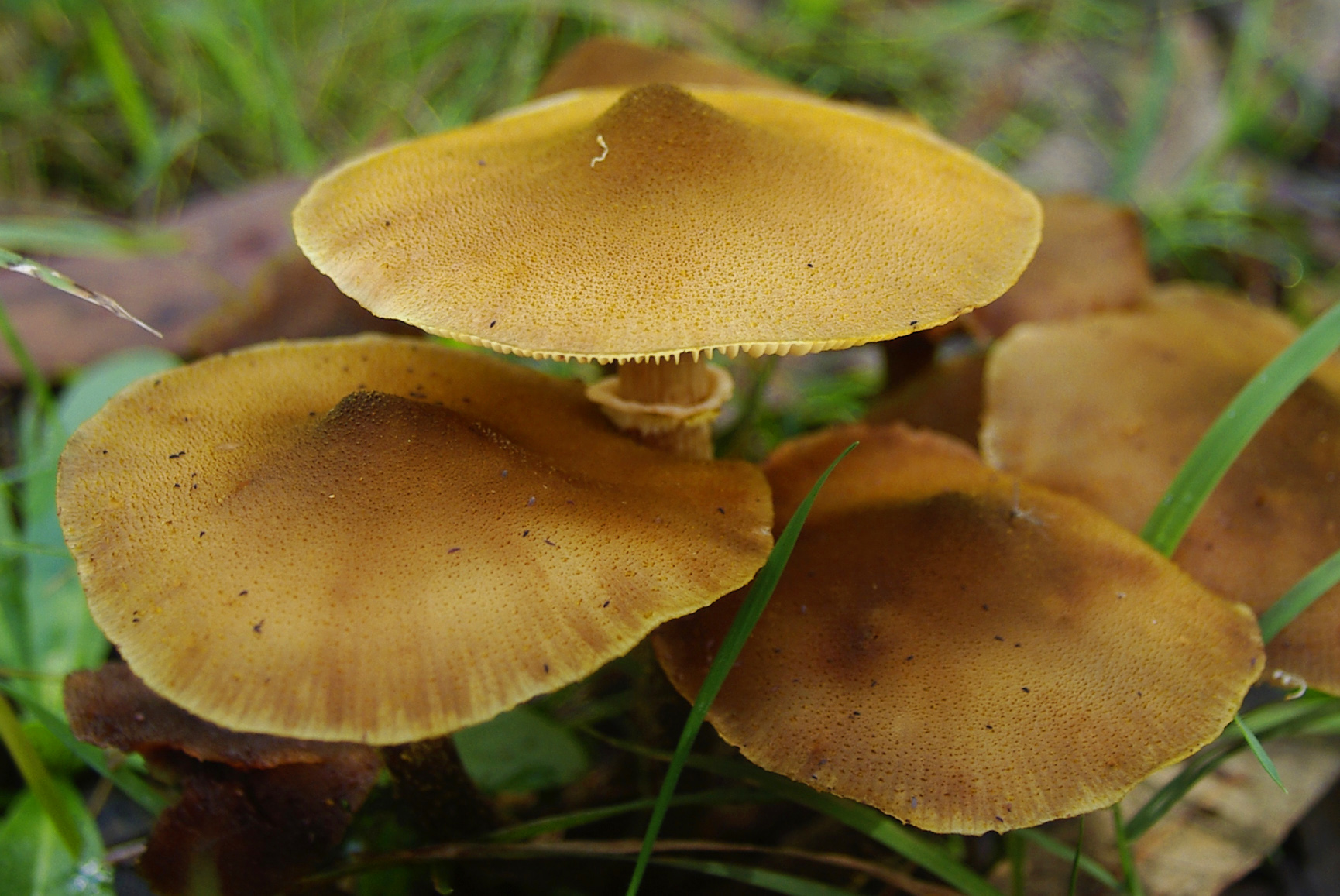
Las copas de los hongos están cubiertas de diminutas escamas y tienen umbo.

Armillaria luteobubalina tiene un píleo (copa o sombrero) de hasta 10 cm de diámetro, con una forma entre convexa y aplanada y umbo (elevación redondeada) central y varios tonos de crema, amarillo y marrón. La superficie del sombrero está cubierta de escamas más oscuras y es áspera al tacto. El borde del sombrero o margen se encuentra enrollado hacia adentro en los ejemplares jóvenes. Las láminas son apretadas y sinuosas, e inicialmente tiene un tono entre blanco y crema, de color marrón crema o marrón rosáceo en la madurez, y a veces con marcas amarillas o color óxido cerca de los márgenes. El estipe (tallo o pie) es central (se une al sombrero en el centro) y mide hasta 20 cm de largo y 1,5 cm de grosor. Es ligeramente más grueso por la base que por el ápice, a veces casi bulboso. La superficie del tallo está surcado de fibrillas que van de arriba abajo en sentido longitudinal. Tiene un anillo blando de color amarillo de aspecto lanoso que puede desarrollar bordes dentados irregulares con el tiempo. La trama (carne o parte interna del basidiocarpo) es blanca, y en el tallo tiene una consistencia lanosa o fibrosa. A pesar de tener un intenso sabor amargo, Armillaria luteobubalina es comestible, y al cocerla se elimina su sabor amargo.

### Características microscópicas
La esporada es blanca cuando está fresca, pero se vuelve más crema cuando está seca. Las esporas lisas son de óvalo a elipsoide, hialinas (translúcidas), no amiloides (lo que significa que no absorben el yodo del Reactivo de Melzer) y generalmente miden 6.5–7.5 por 4.5–5.5 μm. Los basidios (células portadoras de esporas) son de pared delgada, hialinas y carecen de conexiones de sujeción en sus bases. Por lo general, son de cuatro esporas pero en ocasiones de dos esporas, con esterigmas (proyecciones que se adhieren a las esporas) de hasta 4 μm de largo. Los cheilocystidia ( cistidios que se producen en el borde de una agalla) son en su mayoría en forma de mazo, de pared delgada, hialinos y miden 15–30 por 6–10 μm.